# Theodor Schaeck
Théodor (Charles André) Schaeck (ur. 25 kwietnia 1856  w Genewie, zm. 2 maja 1911 w Bernie) – szwajcarski baloniarz, pułkownik, zwycięzca w 1908 roku zawodów o Puchar Gordona Bennetta i rekordzista długości lotu .

## Życiorys
Syn czeskiego emigranta, architekta pracującego w firmie Schaeck-Prevost. Matka z domu Viollier pochodziła z Genewy. Théodor po ukończeniu szkoły podstawowej i średniej w Genewie, wyjechał na studia politechniczne do Zurychu. Po odbyciu praktyki w Karlsruhe, Wiedniu i Dreźnie uzyskał tytuł inżyniera. Służąc w armii ukończył szkołę pontonową i inżynierską awansując w 1882 na porucznika, a w 1891 roku na pułkownika. W 1889 roku założył oddział balonowy, a w 1900 roku został dowódcą pierwszej szwajcarskiej szkoły balonowej. W 1901 roku był jednym z założycieli Aeroklubu Szwajcarii (L’Aéro-Club de Suisse (AéCS)) i jego przewodniczącym do 1911 roku. Patent lotniczy uzyskał w 1904 roku. W 1905 roku był przedstawicielem Szwajcarii podczas spotkania założycielskiego FAI.
W 1908 roku gdy reprezentacja Szwajcarii po raz pierwszy wzięła udział w zawodach o Puchar Gordona Bennetta, wystartował razem z Emilem Messnerem na balonie Helvetia i nie tylko je wygrał, ale ustanowił również rekord długości czasu lotu przebywając w balonie 73 godziny. Przetrwał on do 1995 roku, gdy pobiła go niemiecka załoga w składzie: Wilhelm Eimers i Bernd Landsmann uzyskując czas lotu 92:11 godziny. W zawodach o Puchar Gordona Bennetta brał udział jeszcze dwukrotnie: w 1909 i 1910 roku zajmując za każdym razem czwarte miejsce. 
Zmarł w 1911 na raka żołądka. Został pochowany w Genewie na cmentarzu  Saint–Georges (Cimetière de Saint-Georges). 